# Goedamakarigebergte
Het Goedamakarigebergte (Georgisch: გუდამაყრის ქედი, Goedamakaris ked) is een circa 40 kilometer lang en maximaal 15 kilometer breed noord-zuid-georiënteerd gebergte van de Grote Kaukasus in het noorden van Georgië. Het gebergte ligt geheel in de gemeente Doesjeti van de regio Mtscheta-Mtianeti.

## Geografie
Het gebergte begint in het noorden in het prominente Tsjaoechi-massief als aftakking van de hoofdkam van de Grote Kaukasus en reikt in zuidelijke richting tot het Zjinvali-stuwmeer. De oostelijke top van de Tsjaoechi is met 3644 meter boven zeeniveau het hoogste punt van het Goedamakarigebergte. Vanaf het Tsjaoechi-massief daalt de hoogte van het gebergte geleidelijk. Andere bergtoppen zijn, van noord naar zuid, de Satsjali (2910 m), Saorbe (2518 m), Lagismta (2602 m), Sacharonosmta (2344 m) en de Chmali (2144 m). 
Het Goedamakarigebergte is de waterscheiding tussen enerzijds de rivieren Witte (Mtioeleti) Aragvi en Zwarte (Goedamakari) Aragvi, en de Chevsoer- en Psjavi Aragvi anderzijds. De verschillende takken van de Aragvi komen bij het Zjinvali-stuwmeer samen. De Pchitoeri-pas (2653 m) is de noordelijkste wandelpas dwars over het gebergte tussen de streken Goedamakari en Chevsoeretië. Een zuidelijker pas is de Oekantba van 2334 meter boven zeeniveau. Er zijn geen wegen over het gebergte.

## Geologie
Het gesteente van de bergkam is gevormd in het Midden- en Late-Jura, waarbij het noorden bestaat uit leisteen, zandsteen, kalksteen en argilliet en het zuiden uit flysch. In de noordelijke gebieden boven 3000 meter zijn glaciale sporen van het laat-pleistoceen. De hellingen van het gebergte zijn begroeid met gemengde loofbossen, maar op de hoge delen zijn (sub)alpiene weiden te vinden.